# اچ‌ام‌اس هیدرا (۱۸۷۱)
اچ‌ام‌اس هیدرا (۱۸۷۱) (به انگلیسی: HMS Hydra (1871)) یک کشتی بود که طول آن ۲۲۵ فوت (۶۸٫۶ متر) بود. این کشتی در سال ۱۸۷۱ ساخته شد.